# Ōsawa Shōsuke
Ōsawa Shōsuke (japanisch 大沢 昌助; geboren 24. September 1903 in Tokio; gestorben 15. Mai 1997) war ein japanischer Maler im Yōga-Stil.

## Leben und Wirken
Ōsawa Shōsuke machte 1928 seinen Abschluss in der Abteilung für Westliche Malerei an der „Tōkyō bijutsu gakkō“ (東京美術学校), einer der Vorläufereinrichtungen der heutigen Universität der Künste Tokio.
1929 konnte Ōsawa auf der jährlichen Ausstellung der Künstlergemeinschaft „Nikakai“ (二科会) zum ersten Mal ein Bild ausstellen, es hieß „Kyūjō no shōnen“ (丘上の少年) – „Junge auf dem Hügel“. 1943 wurde er als Mitglied in die Nikakai aufgenommen.
Nach dem Pazifikkrieg unterrichtete Ōsawa von 1954 bis 1960 als Professor an der Kunsthochschule Tama. Ab Mitte der 1950er Jahre wurden seine Bilder abstrakter, abgestuft bemalt mit Rot, Blau oder Schwarz. Ab 1968 beteiligte er sich an der Ausstellungsreihe „Kokusai keishō ten“ (国際形象展), die internationale gegenständliche Kunst zeigt. 1981 wurde seine Einzelausstellung „Ōsawa Shōsuke no sekai“ (大沢昌助の世界) – „Ōsawa Shōsukes Welt“ – mit großen Interesse aufgenommen. 1982 zog er sich aus der Nikakai zurück.
1991 zeigte Ōsawa eine retrospektive Ausstellung. Eingeladen von Galerien in Frankreich fand er auch im Ausland Anerkennung. In seinen späteren Jahren zeichnete er Menschen, Stillleben und Landschaften mit einfachen Linien und Farbflächen. Jenseits der Grenzen zwischen Konkret und Abstrakt war er vielseitig, schuf Verschiedenes, von Ölgemälden über Drucke bis zu Bucheinbänden. Am Rathaus von Tokio gestaltete er eine Wandfläche an einer Treppe.
Ōsawa wurde u. a. mit folgenden Preisen ausgezeichnet, 1942 mit dem Nika-Preis, 1965 mit dem Aichiken-Bijutsukan-Preis und 1995 mit 4. Nakamura-Tsune-Preis.